# Fopius deeralensis
Fopius deeralensis är en stekelart som först beskrevs av David Timmins Fullaway 1950. 
Fopius deeralensis ingår i släktet Fopius och familjen bracksteklar. Inga underarter finns listade i Catalogue of Life.